# Kuszlany II
Kuszlany II − dawniej wieś i folwark. Obecnie część agromiasteczka Kuszlany na Białorusi, w obwodzie grodzieńskim, w rejonie smorgońskim, w sielsowiecie Soły.

## Historia
W czasach zaborów wieś i folwark Kuszlany II w gminie Soły, w powiecie oszmiańskim, w guberni wileńskiej Imperium Rosyjskiego. W 1905 wieś liczyła 177 mieszkańców, 198 dziesięcin; folwark liczył 15 mieszkańców, 294 dziesięciny, własność Tymowskiego.
Po I wojnie światowej pod administracją polską, w Zarządzie Cywilnym Ziem Wschodnich. W latach 1920–1922 w składzie Litwy Środkowej.
Od 11 kwietnia 1922 wieś i folwark leżały w Polsce, w województwie wileńskim, w powiecie oszmiańskim, w gminie Soły.
W 1931:
- folwark[b] w 2 domach zamieszkiwało 9 osób[3].
- wieś w 46 domach zamieszkiwało 230 osób[3].

Wierni należeli do parafii rzymskokatolickiej w Sołach. Miejscowość podlegała pod Sąd Grodzki w Oszmianie i Okręgowy w Wilnie; właściwy urząd pocztowy mieścił się w Sołach.
Po II wojnie światowej w granicach Związku Sowieckiego. Od 1991 w niepodległej Białorusi.